# Laubuca varuna
Laubuca varuna är en fiskart som beskrevs av Pethiyagoda, Kottelat, Silva, Maduwage och Madhava Meegaskumbura 2008. Laubuca varuna ingår i släktet Laubuca och familjen karpfiskar. Inga underarter finns listade i Catalogue of Life.